# روزنامه وقایع اتفاقیه (۱۳۹۴)
روزنامه وقایع اتفاقیه (۱۳۹۴) روزنامه وقایع اتفاقیه به مدیر مسئولی سید محمد صادق خرازی و صاحب امتیازی مصطفی خان زادی در تاریخ ۱۳۹۴/۰۹/۰۳ منتشر شد.
این روزنامه به سردبیری شهاب الدین طباطبایی، به چاپ می‌رسید. اما پس از مدتی تیم این روزنامه تغییر کرد و علی دهقان سردبیر این روزنامه شد. اما در شهریور ماه 1396 تحریریه این روزنامه به صورت کامل تغییر کرد و این بار با تحریریه جدید، با مدیریتسرگه بارسقیان و حمید متقی در 4 دی روی دکه‌ها آمد. تیتر یک شماره اول این روزنامه که به نقل از سید حسن خمینی نوشته بود «امام علی هم ایرانی است» باعث بحث و گفت‌و‌گوهای مختلف در این زمینه شد.
وقایع اتفاقیه، روزنامه اصلاح‌طلبی است که در شماره 20  خود بخاطر تیتر و عکس یک انتخابی، مورد انتقاد رسانه‌های اصولگرا قرار گرفت که این ادعا از طرف دبیر سرویس اجتماعی این روزنامه رد شد.

## پروژه ناتمام آیت‌الله واعظ‌طبسی برای رفع‌حصر و ممنوع‌التصویری شخصیت‌های نظام
روزنامه وقایع‌اتفاقیه در گزارشی به تاریخ ۱۳۹۴/۱۲/۲۰ با عنوان پروژه ناتمام آیت‌الله به تلاش‌های عباس واعظ طبسی برای رفع‌حصر میرحسین موسوی و مهدی کروبی و لغو ممنوع‌التصویری سید محمد خاتمی اشاره کرد. در این گزارش که به قلم جواد حیدریان نوشته شده، آمده است: رفع ممنوعیت انتشار تصاویر رئیس جمهوری دولت اصلاحات در رسانه‌ها و رفع اختلافات و سوءتفاهمات سال‌های اخیر که این روزها موضوع سخنان رئیس‌جمهوری و واکنش صریح سخنگوی قوه قضائیه بود، به نظر می‌رسد مأموریت ناتمام آیت‌الله واعظ‌طبسی نیز بوده است؛ مأموریتی که اسحاق جهانگیری، معاون اول رئیس جمهوری در یادداشتی با عنوان «آیت‌الله واعظ‌طبسی، فراتر از جریانات» در روزنامه اطلاعات به آن اشاره کرد.